# Cerveza de Alemania

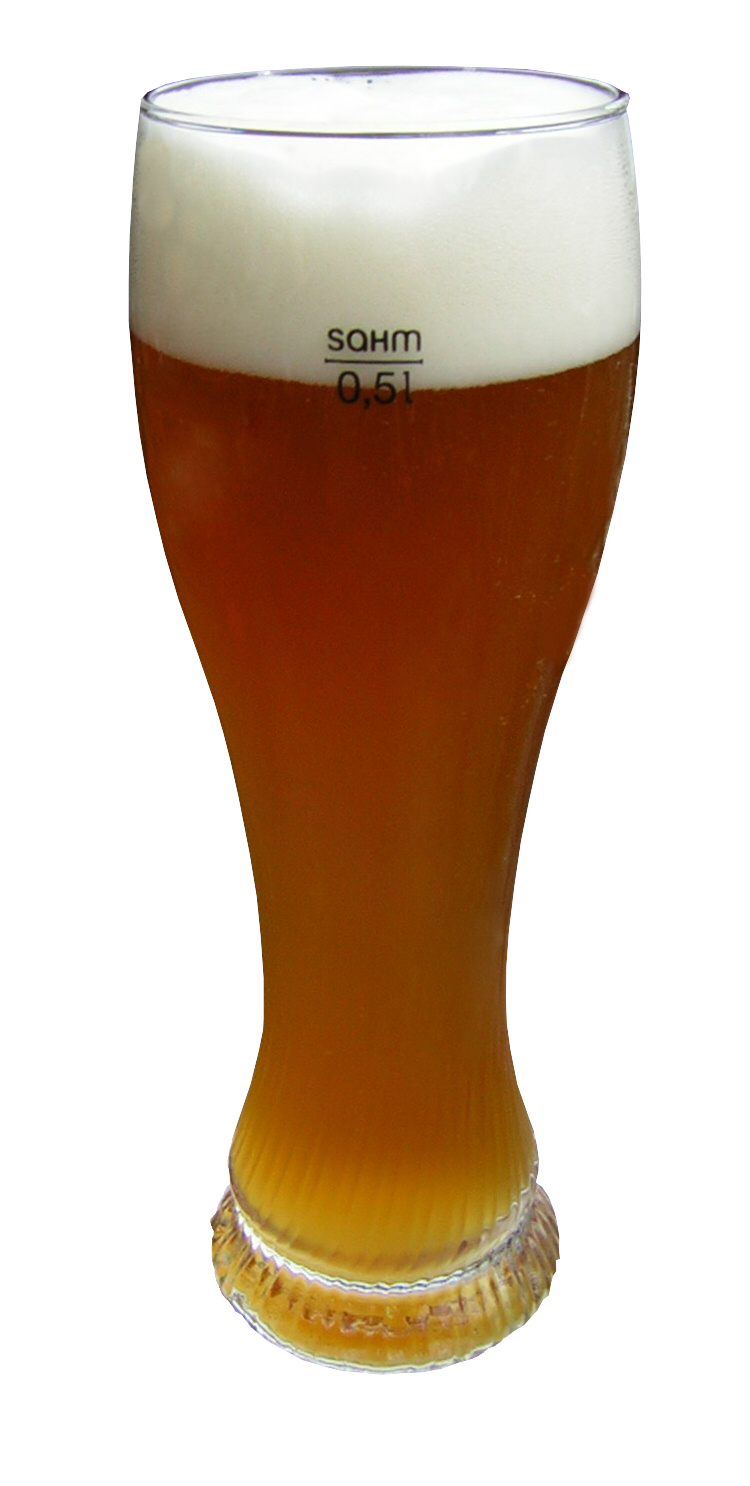
Cerveza Weizenbier, en su vaso típico con abertura amplia.

La cerveza de Alemania es una tradición. Alemania es uno de los países más cerveceros del mundo, tanto en elaboración como en consumo per cápita. Con sus 131,7 litros por persona al año (2005), ocupa el tercer puesto como consumidor en Europa, después de la República Checa e Irlanda. España, por ejemplo, ocupa el lugar décimo, siendo la media europea de 84,4 litros por persona al año.
La cerveza alemana más popular es la pilsner, con un 70 por ciento del mercado en el norte de Alemania. Una de cada cuatro cervezas en Baviera es una cerveza lager pálida llamada helles, seguida de cerca por pilsner y la típica cerveza de trigo de Baviera conocida como weissbier.
La cerveza es, en la gastronomía alemana, un acompañamiento natural de algunos platos, de esta forma en muchas especialidades de Baviera no se entiende el plato sin un tipo especial de cerveza (como el caso de las Cebollas al estilo de Bamberg que se toma con una Rauchbier o cerveza ahumada). Las variedades de cerveza alemana son innumerables (cerca de 5.000 tipos de cerveza distintos), cada localidad tiene su estilo propio y no es raro encontrar en algunas localidades cerveza artesanal, o incluso clubes con larga tradición de elaboración de cerveza a su propio estilo.
Existen tres tipos de cerveza principal y las demás son variantes de estas.

## Historia
Se sabe que la cerveza se bebía en algunas tribus germanas del sur de Alemania en el siglo VI a. C., cuando llegaron los romanos los germanos ya bebían hidromiel y cerveza. En el año 766 se estableció la primera empresa cervecera del mundo, se trataba del monasterio de St. Gallen en Geisingen junto a la ribera del Danubio.
Durante la Edad Media se incorpora el lúpulo a la cerveza y por estas épocas ya era en Alemania la cerveza una bebida muy popular. En 1286 se tiene constancia de la elaboración la primera cerveza de gran producción en el Heiliggeistspital y en 1487 se establecieron las denominadas normas de pureza de Múnich.
A comienzos del siglo XVI el príncipe Guillermo IV, elector de Baviera, hizo aprobar la "ley de la pureza" (Reinheitsgebot) en 1516. El "Reinheitsgebot" obligaba a los cerveceros a no utilizar más que cuatro productos para fabricar su cerveza: el agua, la cebada, el lúpulo y las levaduras. Esta ley se extendió a continuación a todo el imperio alemán en 1906.

## Estilos de cerveza en Alemania

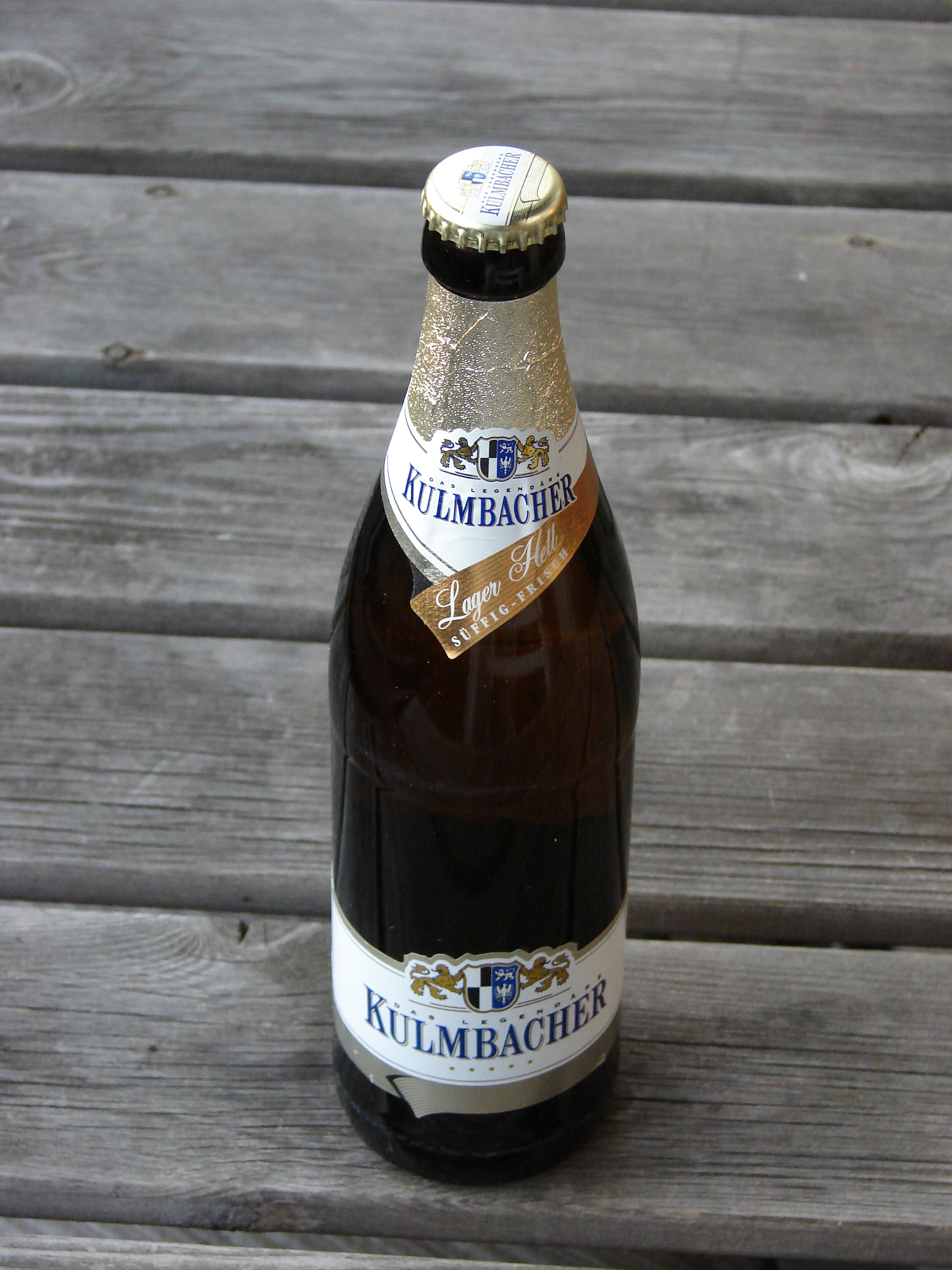
Cerveza Helles de la marca Kulmbacher en su botella típica.

### Pilsner
La cerveza Pilsener (denominada también Pils o Pilsner) es conocida por la ciudad de Pilsen en Bohemia (actualmente República Checa) donde se elaboraba inicialmente. Se trata de una cerveza rubia y con un sabor y aroma a lúpulo prominente. Tiene un sabor más o menos amargo y refrescante, suele tener un contenido alcohólico de 4° a 4,8° Este tipo de cerveza es originario de República Checa, pero se puede pedir en casi toda Alemania. Existe una variante denominada "Diät pils" que es una Pils elaborada inicialmente para personas con diabetes ya que la sobre-fermentación disminuye la concentración de azúcares y por lo tanto el contenido en alcohol sube hasta 6° En la actualidad el contenido alcohólico se ha reducido hasta un intervalo 4°-5°

### Weissbier
Weizenbier se trata de una cerveza elaborada con un mínimo de 50% de malta de trigo, suele tener un contenido alcohólico de 5° hasta 5,4° Esta cerveza suele tener notas frutales, con un fondo especiado, además de una turbidez proporcionada por las proteínas del trigo. Se suele tomar en el sur de Alemania, aunque poco a poco aumenta el consumo en el norte.
Una variedad de Weissbier es la Berliner Weiße (Blanca de Berlín). Tiene una fermentación alta y contiene mucho gas, además de un bajo contenido en alcohol, un 2,8° Para la elaboración se emplea una cantidad variable de trigo, que oscila entre un 25 y 50%, y en el resto se emplea cebada. En esta zona es tradicional fermentar los dos cereales. El nombre proviene de las cerveceras de Berlín que la elaboran. Se suele tomar con un añadido de almíbar de frambuesa o de asperilla olorosa (Berliner Weiße mit Schuss).

### Altbier
La Altbier no debe su nombre a que sea antigua (Alt en alemán significa: antiguo o viejo), la etimología se debe a que las espumas de la levadura en la fermentación salen a la superficie, o a la parte alta, (en latín significa: altus o superior), en referencia al método de alta fermentación. Esta cerveza suele tener un fuerte sabor amargo a lúpulo balanceado con un notable carácter sustancial a malta, y al igual que la Pils; tiene un contenido alcohólico de 4.3% a 5.5%. La altbier es muy popular en Düsseldorf y Nordrhein. Su color es cobrizo oscuro tirando a caoba.

### Kölsch

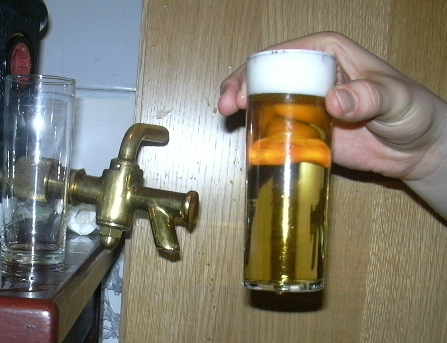
Vaso de Kölsch, similar a la caña española.

La cerveza Kölsch es una especialidad local de la ciudad de Colonia. De color amarillo claro y brillante, el gusto es prominente a lúpulo, aunque no extremo. Se elabora con la levadura de la cerveza con el método de la alta fermentación. El contenido alcohólico es de 4,8°, y se toma en gran cantidad en las comarcas cercanas a Colonia en diferentes vasos cilíndricos característicos. Fuera de Colonia se denomina Kölsch a las cañas de barril de unos 20 centilitros en contraposición a las típicas jarras de medio litro habituales

### Munich Helles (cerveza clara)
La cerveza Helles es una cerveza de color dorado claro muy popular en Baviera. Se considera una abreviación de Hellbier o Helles Bier (un tipo de pale lager) en contraste con las Dunkel (cerveza oscura). Es una cerveza de cuerpo medio, con un sabor suave proporcionado por el grano, pero a la vez balanceado con el amargor del lúpulo, dándole un final algo seco y refrescante. Cuenta generalmente con un contenido alcohólico de 4.5% hasta 5.5%. Ejemplos de este tipo de cerveza son la Augustiner Bräu, Löwenbräu, Spaten-Franziskaner-Bräu, Paulaner, Hacker-Pschorr y Weihenstephan.

### Munich Dunkel (cerveza oscura)
La cerveza oscura (dunkel) nace en Bohemia y Baviera. Es anterior a la cerveza "rubia" (o pale lager) y recibe el nombre por su color de pardo a negro. Tienen un sabor suave. El contenido de alcohol ronda el 5%. También es llamado Münchner. Como ejemplos servirían Altenrüthener Dunkel spezial, Erdinger Dunkel o Paulaner Original Münchner Dunkel,... Todas las cerveceras alemanas suelen tener al menos una dunkel en su portafolio.

### Märzen
La Märzenbier es una cerveza de baja fermentación originaria del sur de Alemania originalmente servida durante el Oktoberfest.
Tiene un sabor dominado por la malta de cebada apoyado por un amargor moderado, el contenido de alcohol ronda el 6%. El color puede ir desde un tono dorado (Helles märzen), hasta un café oscuro (dunkles märzen).

### Schwarzbier (cerveza negra)
La cerveza Schwarzbier (en alemán significa cerveza negra) debe el nombre a su color oscuro. Existen hoy en día variantes de color más claro. La fermentación es baja y el sabor fuerte pero agradable. El contenido alcohólico está en el intervalo de 4,8° hasta 5° Se suele encontrar en el este de Alemania.

### Bockbier
La cerveza Bockbier (el nombre de esta cerveza proviene de la ciudad alemana de Einbeck de donde es la marca Einbecker muy conocida en el país teutón, en la Baja Sajonia) suele tener un mínimo de 6,25% de alcohol, tiende a ser marrón u oscura, pero existen versiones doradas. Su grado alcohólico es variable. Existen diversos tipos de Bock, como las dunklesbock (versiones oscuras), doppelbock (versiones con mayor concentración y volumen alcohólico), hellesbock (versiones claras) y las Eisbock (versiones que pasaron por un congelamiento para obtener una mayor concentración).

### Rauchbier
La cerveza Rauchbier (cerveza ahumada) procedente de la ciudad de Bamberg, goza de una sólida tradición; en la Rauchbier la malta es secada al fuego, lo que le confiere un refinado sabor ahumado.

## Tipos por fermentación

### Fermentación alta
Las cervezas elaboradas con levaduras de fermentación alta son: Alt, Süßbier (cerveza dulce), Kölsch, Weißbier (cerveza de trigo), Berliner Weisse (cerveza de trigo de Berlín).

### Fermentación baja
Las cervezas elaboradas con levadura de baja fermentación son: Pils, Dortmunder, Bock, Helles, Märzen, y
Schwarzbier.

## Marcas y cervecerías
Si bien el mercado de la cerveza es más débil pero más centralizado en el norte de Alemania, el sur de Alemania tiene muchas cervecerías locales más pequeñas. Casi la mitad de todas las cervecerías alemanas se encuentran en Baviera, donde las siete cervecerías principales producen 158 millones de galones. En total, hay aproximadamente 1300 cervecerías en Alemania que producen más de 5.000 marcas de cerveza.
La mayor densidad de cervecerías del mundo se encuentra en Aufseß, cerca de la ciudad de Bamberg, en la región de la Suiza Francona (Alta Franconia, Baviera), con cuatro cervecerías y solo 1352 ciudadanos. La cervecería de la abadía benedictina Weihenstephan (establecida en 725) es, según se dice, la cervecería más antigua del mundo (desde 1040).
| Cervecera  | Ciudad      | Datos de 2012 | Datos de 2015 |
| ---------- | ----------- | ------------- | ------------- |
| Oettinger  | Oettingen   | 5.89          | 5.39          |
| Krombacher | Kreuztal    | 5.46          | 5.49          |
| Bitburger  | Bitburg     | 4.07          | 3.84          |
| Beck's     | Bremen      | 2.78          | 2.59          |
| Warsteiner | Warstein    | 2.77          | 2.34          |
| Hasseröder | Wernigerode | 2.75          | 2.25          |
| Veltins    | Meschede    | 2.72          | 2.79          |
| Paulaner   | Múnich      | 2.30          | 2.42          |
| Radeberger | Radeberg    | 1.91          | 1.90          |
| Erdinger   | Erding      | 1.72          | 1.80          |

## Mezclas
Y en el lado opuesto, la extrasuave Berliner Weiße (cerveza blanca berlinesa), que se endulza habitualmente con jarabe de aspérula o frambuesa y tiene un color verde o rojo en los vasos redondos. Se puede tomar una Radler o una Alsterwasser, que son cerveza y limonada a partes iguales. En Berlín se toma el denominado Diésel (cerveza con refresco de cola). Otra variante, esta típica de Baviera, es la Weissbier mezclada con zumo de plátano (banana), muy popular en bares y discotecas de este Land.

## Costumbres
Puede que en las cervecerías de Baviera ofrezcan un gran rábano (Radi) como aperitivo. En este caso se le suele añadir sal. Según la zona y la estación del año es frecuente beber la cerveza mezclada con otros ingredientes: en Baviera durante el verano se bebe frecuentemente la cerveza mezclada con jugo de limón, vertiendo primero en el chopp o pocal bastante jugo de limón y luego la cerveza rubia. En otras zonas, especialmente al norte de Alemania se suele añadir una pizca de azúcar o una pizca de paprika u otra especia.

### Lugares donde beber
Los lugares más tradicionales para beber una buena cerveza en Alemania suele ser cerca de los ayuntamientos (Rathaus), debido a que tradicionalmente era un lugar de reunión para la toma de decisiones:
- Bierkeller. Se trata de lugares tradicionales, generalmente sótanos (keller), donde se sirve la cerveza.
- Biergarten. Muy típicos en verano cuando el buen tiempo anima a sentarse al aire libre para degustar una cerveza, son jardines con asientos y mesas de madera.

Si se pide simplemente cerveza lo que sirven es cerveza de barril (Bier vom Fass, según su nombre técnico) o de máquina, y no cerveza en botella. Se pide según el volumen deseado, un litro, medio litro, etc.

### Fiestas
En Alemania uno de los atractivos turísticos más celebrados son los festivales de la cerveza; probablemente el más conocido de todos sea el Oktoberfest de Múnich. Se celebra todos los años entre la última quincena de septiembre y la primera de octubre.
En esta misma ciudad también se celebra la elaboración de las primeras Starkbier (cerveza fuerte) del año. Este evento comienza en Cuaresma, recién acabado el carnaval y dura varias semanas. Las fiestas son cubiertas por diversas cervecerías e incluyen espectáculos con los trajes típicos de la región y concursos de levantamiento de piedras, apertura de barriles de cerveza y otras actividades.
En el mismo land, Baviera, también son conocidos el Bergfest de Erlangen y los festivales de primavera de la Suiza Francona. Aquí los protagonistas son la cerveza y la gastronomía franconas.

## Diccionario y fraseología de urgencia

### Solicitar cervezas
- Por favor una cerveza - Ein Bier, bitte.
- Cerveza de barril - Bier vom Fass.
- Una más, por favor - Noch eins, bitte!.
- Una cerveza rubia grande, por favor - Ein großes Helles Bier, bitte.
- ¡Salud! - Prost! o Prosit!.

### Diccionario
Aparecen aquí aquellas palabras frecuentes en una carta de menú de cervezas
- Naturtrüb: sedimento natural
- Edel: de calidad
- Herb: cerveza seca, amarga
- Öko: cerveza procesada con métodos biológicos